# Dinka (Sprache)
Dinka (Eigenbezeichnung Thuɔŋjäŋ) ist eine westnilotische Sprache, die vom Volk der Dinka im Südsudan gesprochen wird. 1982 gab es laut Bevölkerungszensus der Republik Sudan rund 1,35 Millionen Sprecher von Dinka-Dialekten, im Jahr 1997 wurde die Zahl auf 2,74 Millionen Sprecher geschätzt.
Gemäß Art. 6 Abs. 1 der Übergangsverfassung der Republik Südsudan (2011) wird Dinka zusammen mit allen anderen einheimischen Sprachen als Nationalsprache anerkannt.
Die Sprache besteht aus fünf untereinander verständlichen Dialekten:
- Nordost-Dinka (Padang)
- Nordwest-Dinka (Ruweng)
- Südzentral-Dinka (Agar)
- Südost-Dinka (Bor)
- Südwest-Dinka (Rek)

Geschrieben wird die Dinka-Sprache mit einem modifizierten lateinischen Alphabet, das 1928 auf einer Konferenz in Rejaf für die südsudanesischen Sprachen festgelegt wurde.